# Kenta Uchida
Kenta Uchida (内田 健太 Uchida Kenta?), född 2 oktober 1989 i Mie prefektur, är en japansk fotbollsspelare.
Uchida började sin karriär 2008 i Sanfrecce Hiroshima. Efter Sanfrecce Hiroshima spelade han för Ehime FC, Shimizu S-Pulse, Kataller Toyama, Nagoya Grampus, Montedio Yamagata och Ventforet Kofu.